# Ulkusaari (ö i Lappland, Östra Lappland, lat 65,95, long 28,11)
Ulkusaari är en ö i Finland. Den ligger i sjön Iso Hietajärvi och i kommunen Posio i den ekonomiska regionen  Östra Lapplands ekonomiska region  och landskapet Lappland, i den norra delen av landet, 700 km norr om huvudstaden Helsingfors. Öns area är 0,4 hektar och dess största längd är 250 meter i sydöst-nordvästlig riktning.